# Gornje Crkvice
Gornje Crkvice este un sat din comuna Nikšić, Muntenegru. Conform datelor de la recensământul din 2003, localitatea are 84 de locuitori (la recensământul din 1991 erau 109 locuitori).

## Demografie
În satul Gornje Crkvice locuiesc 76 de persoane adulte, iar vârsta medie a populației este de 49,2 de ani (43,1 la bărbați și 55,0 la femei). În localitate sunt 27 de gospodării, iar numărul mediu de membri în gospodărie este de 3,11.
Populația localității este foarte eterogenă.
|  |

| Demografie | Demografie | Demografie |
| An         | Locuitori  | Locuitori  |
| ---------- | ---------- | ---------- |
|            |            |            |
|            |            |            |
|            |            |            |
|            |            |            |
| 1948       | 232        |            |
| 1953       | 248        |            |
| 1961       | 262        |            |
| 1971       | 233        |            |
| 1981       | 180        |            |
| 1991       | 109        | 109        |
| 2003       | 87         | 84         |

| \| Componența etnică conform recensământului din 2003[2] \| Componența etnică conform recensământului din 2003[2] \| Componența etnică conform recensământului din 2003[2] \| Componența etnică conform recensământului din 2003[2] \| Componența etnică conform recensământului din 2003[2] \| \| ----------------------------------------------------- \| ----------------------------------------------------- \| ----------------------------------------------------- \| ----------------------------------------------------- \| ----------------------------------------------------- \| \| \| \| \| \| \| \| Sârbi \| Sârbi \| \| 47 \| 55,95% \| \| Muntenegreni \| Muntenegreni \| \| 37 \| 44,04% \| \| necunoscută \| necunoscută \| \| 0 \| 0% \| |              |  |    |        |
| Componența etnică conform recensământului din 2003 |              |  |    |        |
| |              |  |    |        |
| Sârbi | Sârbi        |  | 47 | 55,95% |
| Muntenegreni | Muntenegreni |  | 37 | 44,04% |
| necunoscută | necunoscută  |  | 0  | 0%     |